# 遠離高腹繭蜂
遠離高腹繭蜂（学名：Cenocoelius eous）为小繭蜂科高腹繭蜂屬下的一个种。